# باول بلان
باول بلان (بالفرنسية: Paul Blanc)‏ هو سياسي فرنسي، ولد في 29 يناير 1937 في فرنسا. حزبياً، نشط في الاتحاد من أجل حركة شعبية والتجمع من أجل الجمهورية. وقد انتخب عضو مجلس بلدية وانتخب عضو مجلس الشيوخ الفرنسي وانتخب رئيس بلدية ‏.